# Jacob Roggeveen
Jacob Roggeveen (Middelburg, januari of 1 februari 1659 – aldaar, begin februari 1729) was een Nederlandse ontdekkingsreiziger die in 1721 werd uitgezonden om het Zuidland te vinden, maar toevallig Paaseiland ontdekte.

## Biografie

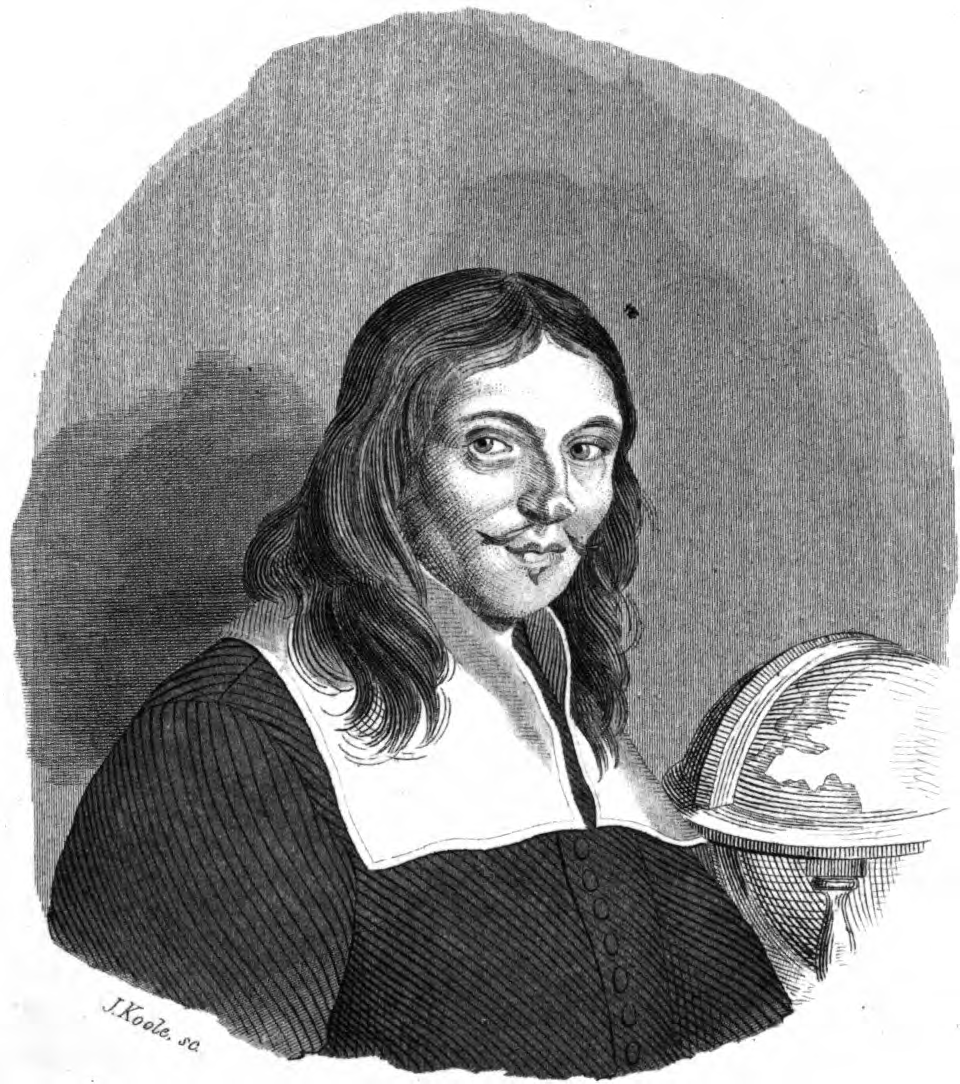
Arent Roggeveen, de vader van Jacob

Zijn vader Arent Roggeveen was een bemiddeld man, een dichter, een wiskundige met veel kennis van ook sterrenkunde, aardrijkskunde en de theorie van de zeevaart. Hij was cartograaf bij de VOC-Kamer Zeeland en hield zich met zijn zoon Johan bezig met onderzoek naar het onbekende Zuidland. Hij kreeg rond 1671 een octrooi van de West-Indische Compagnie voor een ontdekkingstocht, maar vanwege de ontwikkelingen in het Rampjaar werd het project niet voortgezet. Hij produceerde een atlas van de westkust van Amerika, maar overleed in 1679. Het was uiteindelijk zijn zoon Jacob die op 62-jarige leeftijd drie schepen uitrustte en de reis maakte.
Voordat hij de financiën rond had en aan zijn expeditie begon, had hij al een veelbewogen leven achter de rug. In 1680 vertrok Roggeveen naar Batavia. Aan boord was hij verantwoordelijk voor de personeelsadministratie; hij had verstand van boekhouden. Hij verbleef niet lang te Batavia, want op 30 maart 1683 vestigde hij zich als notaris in Middelburg. Op 12 augustus 1690 promoveerde hij tot doctor in de rechten aan de Universiteit van Harderwijk. Jacob Roggeveen was getrouwd met Marija Margaerita Vincentius. Zij werd op 20 oktober 1694 begraven te Middelburg. In 1706 kwam Jacob in dienst bij de Verenigde Oost-Indische Compagnie (VOC) en ging naar Indië. Hij werkte tussen 1707 en 1714 als Raadsheer van Justitie te Batavia. Hij trouwde daar voor de tweede maal met Anna Adriana Clement maar werd al snel opnieuw weduwnaar. Roggeveen kwam in Batavia bekend te staan als een principieel persoon met een opvliegend karakter. Hij raakte verzeild in diverse slepende ruzies met zijn mederaadsleden, waarbij hij vaak alleen stond maar beschermd werd door de Hoge Regering. Pas toen de Heren XVII na klachten van de president van de Raad in 1712 schreven dat ze genoeg hadden van zijn 'querreleus en twistgierigh humeur' kwam er een eind aan de geschillen en keerde de goede verstandhouding terug. Zijn contract werd toen verlengd. Zijn verzoek om tot Raad van Indië benoemd te worden werd echter afgewezen.
In augustus 1714 vroeg Roggeveen toestemming om terug te keren naar Nederland. Hij wilde daarbij graag benoemd worden tot bevelhebber van de retourvloot, die dat jaar een van de grootste ooit zou zijn. Het eerste werd toegestaan, maar voor het laatste werd hij gepasseerd ten gunste van Cornelis de Vlamingh, de zoon van Willem de Vlamingh en een ervaren zeeman. Roggeveen kwam aan boord van de Westhoven, waarop hij wel de hoogste in rang was. Op 6 augustus 1715 keerde hij terug in Zeeland als een tamelijk gefortuneerd man. Met opgespaarde gage en een erfenis van zijn schoonvader had hij een kapitaal opgebouwd van minimaal 30.000 gulden.
Terug in Middelburg raakte hij in opspraak doordat hij de vrijzinnige predikant Pontiaan van Hattem ondersteunde door het uitbrengen van diens pamflet De val van 's werelds afgod. Het eerste deel verscheen in 1718 in Middelburg en werd vervolgens in beslag genomen door het stadsbestuur en in het openbaar verbrand. Roggeveen moest hierna Middelburg, en later ook Vlissingen, verlaten. Hierna vestigde hij zich in Arnemuiden, en bracht deel 2 en 3 uit van de serie, waardoor hij opnieuw controversie creëerde.

### Expeditie naar het Zuidland

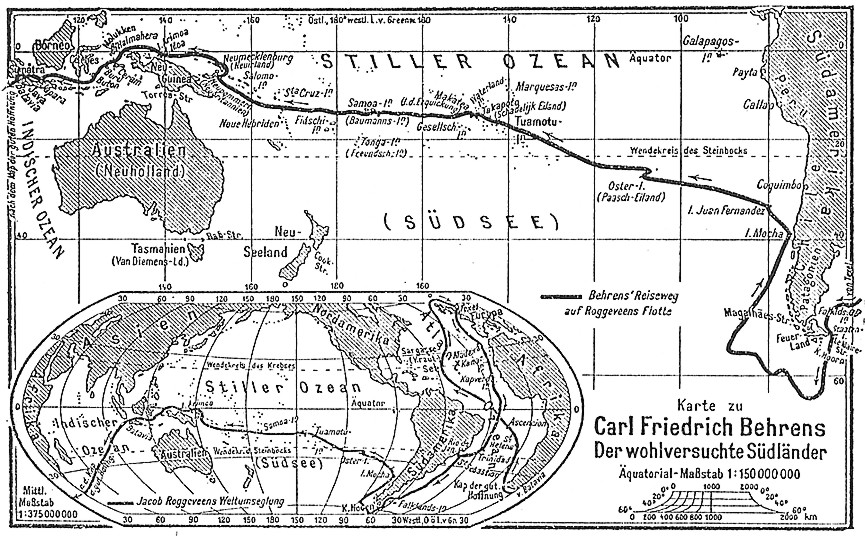
Roggeveens route

#### Verloop van de reis
Op 1 augustus 1721 vertrok hij vanuit Texel in dienst van de West-Indische Compagnie. Roggeveen was commandeur van de expeditie. Er waren drie schepen, twee fregatten de Arend en  de Tienhoven en een kleiner schip, een hoeker De Afrikaanse Galei met respectievelijk Jan Coster, Cornelis Bouman en Roelof Rosendaal als kapiteins. Er gingen 244 mannen mee, waarvan 55 tot 60 als soldaat. Roggeveen reisde op de Arend en zijn doel was het onbekende Zuidland (Terra australis incognitate) ontdekken. Hij voer via de Canarische Eilanden en Kaap Verdische Eilanden, stak de Atlantische Oceaan over, om vervolgens in november 1721 voor anker te gaan tussen São Sebastiano en het eilandje Ilhabela  (Brazilië) om daar vers voedsel en brandhout in te slaan. Vanwege de aanhoudende stormen werden de zwaarste kanonnen in het ruim gehesen.
In januari 1722 voeren zij via Stateneiland rond Kaap Hoorn naar  de Grote Oceaan. Daar bezocht Roggeveen op 25 februari de Juan Fernandez-eilanden. Op 5 april 1722 (paaszondag) ontdekte hij Paaseiland. Nadat Paaseilanders al enkele malen met kano's naar de schepen waren gevaren en aan boord waren gekomen ging Roggeveen op de ochtend van 10 april met drie boten en twee sloepen bemand met 134 zeelieden en soldaten op het noordelijke deel van het eiland aan land. Door nervositeit openden enkele soldaten het vuur waardoor een tiental Paaseilanders gedood of gewond werden. Desondanks verliep het bezoek verder zeer vriendelijk en werden er geschenken uitgewisseld. De Paaseilanders bleken geen metaal te kennen en kookten hun voedsel op verhitte stenen. Het land was vruchtbaar, met goed onderhouden, regelmatig aangelegde akkers. De Nederlanders verwonderden zich over de grote stenen voorouderbeelden, de moais, die zij voor godenbeelden hielden. 's Avonds gingen ze weer terug naar de schepen.
Daarna zeilden ze verder westwaarts. De Afrikaanse Galei leed op 18 mei schipbreuk op het atol Takaroa, (of Takapoto) in het noorden van de Tuamotueilanden (Frans-Polynesië). De bemanning en een deel van de lading kon worden gered. Ze zeilden verder westwaarts en op 2 en 3 juni verkende de bemanning het eilandje Makatea in het noordwesten van de Tuamotu-archipel. Het grote continent Zuidland werd niet gevonden, feitelijk was toen de expeditie mislukt. Maar dat kwam omdat het Zuidland niet bestond. Pas in 1774 toonde James Cook aan dat zich in de Grote Oceaan geen groot continent bevond maar slechts talloze eilandjes.
Op 3 juni 1722  overlegde Roggeveen met de kapiteins over het vervolg van de reis. Domweg terugkeren kon niet omdat de heersende winden daarvoor ongunstig waren. Roggeveen zag drie opties. Eerst naar het zuiden varen hopend dat daar een westenwind hen weer terug naar Kaap Hoorn zou blazen; of verder zeilen naar het westen en terechtkomen in toen al verkend gebied boven Nieuw-Guinea, de Molukken en zo verder naar Batavia. Een derde mogelijkheid was eerst naar het zuidwesten varen. Roggeveen wist van het bestaan van Nieuw-Zeeland waarvan de westkust al in kaart was gebracht en daar hoopte hij voldoende verse  leeftocht te vinden om daarna terug te varen naar Kaap Hoorn. Dit plan had Roggeveens voorkeur, maar zijn kapitein, Jan Coster wilde doorvaren naar het westen, naar het gebied van de  VOC, want de bemanning was uitgeput en voor een aanzienlijk deel bezweken (minder dan de helft van de bemanning kwam levend in Nederland terug). Er zat niets anders op dan zo gauw mogelijk naar Batavia te gaan. Daartoe werd uiteindelijk unaniem besloten.
Op 4 oktober 1722 bereikten de Arend en  de Tienhoven de rede van Batavia. Roggeveen werd op last van de gouverneur-generaal Hendrick Zwaardecroon gevangengenomen omdat hij het monopolie van de VOC zou hebben geschonden. De VOC confisqueerde de twee schepen en de lading. De scheepspapieren werden zorgvuldig onderzocht; wat van de lading van waarde was, werd verkocht. Roggeveen en het overgebleven deel van de bemanning keerde met de retourvloot van december 1722 terug naar Nederland. Op 6 juli 1723 was Roggeveen weer in Zeeland. Daar bleek zijn broer Johan, met wie hij de expeditie gepland had, die week te zijn overleden. In maart 1725 besloten de WIC en de VOC om hun zaak te schikken. De VOC betaalde een schadevergoeding voor de schepen en de lading, en de matrozen die op de retourvloot hadden gewerkt kregen gage uitbetaald. De beschuldiging van 'onwettige navigatie' werd geschrapt omdat de twee schepen door het gebrek aan levensmiddelen en water genoodzaakt waren geweest het VOC-territorium binnen te varen.

#### De reis in boekvorm
De eerste die in gedrukte vorm melding maakte van Roggeveens reis was de Dordtse predikant François Valentijn in zijn werk Oud en Nieuw Oost-Indiën, waarin hij een beschrijving gaf van alle gebieden waar de VOC actief was. Heel nauwkeurig was zijn beschrijving niet. Rond diezelfde tijd verscheen van een anonieme auteur het relaas Nauwkeurig verhaal van de reize door drie schepen in 't jaar 1721 gedaan. Waarschijnlijk baseerde de auteur zich op de verhalen van een overlevende van de reis. In 1728 verscheen een ander reisverslag van een overlevende onder de titel Tweejaarige reyze rondom de wereld, ter nadere ontdekkkinge der onbekende Zuydlanden. Dit was de eerste publicatie met een kaart waarop Paaseiland stond vermeld. Het verslag was al betrouwbaarder dan dat van zijn voorganger, maar de auteur dikte af en toe zijn ervaringen aan. Zo beschreef hij reuzen van drie-en-een-halve meter hoog. 
De meest gezaghebbendste publicatie was van de hand van Carl Friedrich Behrens. Dit boek werd in 1739 in het Frans vertaald: Histoire de l’Expédition de trios vaisseaux, enyoyés par la Compagnie des Indes occidentals des Provinces unies aux Terres Australes, en 1721. 2 Bände, La Haye 1739 (Expédition Roggeveen) en van daaruit in het Engels. Pas in 1838 publiceerde het Zeeuwsch Genootschap der Wetenschappen de dagregisters van Roggeveen zelf, genaamd Dagverhaal der ontdekkings-reis van Mr. Jacob Roggeveen. In 1911 werd ook het dagboek van kapitein Bouman van de Tienhoven uitgegeven. In 1942 verscheen een samenvatting voor een breed publiek over zijn reis.

## Varia
- Na zijn terugkeer in 1723 publiceerde Roggeveen deel 4 van 's Werelds afgod.
- Jacob Roggeveen is twee keer gehuwd geweest, maar beide huwelijken waren kinderloos (of de kinderen overleden als baby/kleuter).
- De roman Zuidland van P.F. Thomése vertelt het levensverhaal van Roggeveen.